# هنري اولسن
هنري اولسن (بالنرويجية البوكمول: Henry Olsen)‏ هو منافس ألعاب قوى نرويجي، ولد في 11 مارس 1887، وتوفي في 16 أغسطس 1978.

## وصلات خارجية
- هنري اولسن على موقع أوليمبيديا (الإنجليزية)